# Dani Carvajal
Daniel Carvajal Ramos (Leganés, 11 de janeiro de 1992) é um futebolista espanhol que atua como lateral-direito. Atualmente joga pelo Real Madrid e pela Seleção Espanhola.

## Carreira
Formado nas categorias de base do Real Madrid, entre 2010 e 2012 Carvajal integrou o elenco do Real Madrid Castilla, que disputa a segunda divisão do Campeonato Espanhol.
Em julho de 2012 foi contratado pelo Bayer Leverkusen. O jogador, que custou 6 milhões de euros, assinou um contrato de cinco anos com o clube alemão.
Carvajal foi recontratado pelo Real Madrid em junho de 2013, devido à cláusula contratual quando de sua saída. Em seguida recebeu a camisa 15 e passou a ser titular da equipe comandada por Carlo Ancelotti. O lateral marcou seu primeiro gol pelo clube no dia 29 de março de 2014, numa goleada por 5–0 contra o Rayo Vallecano, em jogo válido pela La Liga.
Em agosto de 2016, fez o gol que garantiu a vitória por 3–2 contra o Sevilla, no Estádio Lerkendal, e garantiu o título da Supercopa da UEFA.
No dia 1 de junho de 2024, na final da Liga dos Campeões, Carvajal marcou o primeiro dos dois gols na vitória por 2–0 contra o Borussia Dortmund. Com mais uma conquista da principal competição europeia, o Real chegou ao seu 15.º título da Champions.

## Seleção Nacional
Pela Seleção Espanhola juvenil, sagrou-se campeão da Euro Sub-19 de 2011 e da Eurocopa Sub-21 de 2013. O jogador estreou pela Seleção Espanhola principal no dia 4 de setembro de 2014, em um amistoso contra a França.
Em junho de 2023, após um empate por 0–0 com a Croácia na final da Liga das Nações da UEFA, Carvajal cobrou o pênalti decisivo que garantiu o título da Espanha.

## Títulos
Real Madrid
- Copa del Rey: 2013–14 e 2022–23
- Liga dos Campeões da UEFA: 2013–14, 2015–16, 2016–17, 2017–18, 2021–22 e 2023–24
- Supercopa da UEFA: 2014, 2016, 2017, 2022 e 2024
- Copa do Mundo de Clubes da FIFA: 2014, 2016, 2017, 2018 e 2022
- La Liga: 2016–17, 2019–20, 2021–22 e 2023–24
- Supercopa da Espanha: 2017, 2019–20 e 2023–24

Espanha
- Eurocopa Sub-19: 2011
- Eurocopa Sub-21: 2013
- Liga das Nações da UEFA: 2022–23
- Eurocopa: 2024

### Prêmios individuais
- Melhor jogador da final da Liga dos Campeões da UEFA: 2023–24
- Seleção da Liga dos Campeões da UEFA: 2023–24[11]
- FIFPro World XI: 2024[12]
- Seleção do Ano da FIFA: 2024[13]